# Giovanni Gioia
Giovanni Gioia, né à Palerme le 16 janvier 1925, mort le 27 novembre 1981,  est un homme politique italien. 
Membre de la Démocratie chrétienne dont il domine la section palermitaine dans les années 1950, il est député à partir de 1958 et nommé plusieurs fois au gouvernement entre 1966 et 1976.

## Biographie
Diplômé en droit, Giovanni Gioia est avocat.  Il épouse l'une des filles de Gaspare Cusenza, premier maire démocrate chrétien de Palerme.
Giovanni Gioia s'engage au sein de la Démocratie chrétienne et devient en 1953 premier secrétaire de la démocratie chrétienne palermitaine. Sa prise de pouvoir, entouré d'autres jeunes militants de moins de 30 ans avec lesquels il forme les « jeunes Turcs » fanfaniens, comme Salvatore Lima et Vito Ciancimino, marque en Sicile le déclin de Bernardo Mattarella, Franco Restivo, Salvatore Aldisio et Giuseppe Alessi.
Il applique en Sicile le projet national d’Amintore Fanfani de « lutte contre les notables » au profit d'un parti de masse et de cadres moins dépendant de l'organisation de l’Église. Avec Lima, il mène la DC au succès lors des municipales à Palerme, leur permettant d'asseoir leur contrôle sur l’administration au profit de la constitution de systèmes clientélistes.
Il siège à la Chambre des députés lors des IIIe, IVe, Ve, VIe, VIIe et VIIIe législatures.
Il est sous-secrétaire aux Finances entre 1966 et 1968, puis ministre sans discontinuer entre juin 1972 et juillet 1976 avec le portefeuille des Postes et Télécommunications dans les gouvernements Moro III et Leone II, puis des Relations avec le Parlement dans les deux derniers cabinets Rumor et de la Marine marchande dans les deux derniers gouvernements Moro.

## Mandats et fonctions
Membre de gouvernement
- 26 février 1966-12 décembre 1968 : Sous-secrétaire aux Finances (Moro III et Leone II)
- 26 juin 1972- 7 juillet 1973 : Ministre des Postes et des Télécommunications (Andreotti II)
- 7 juillet 1973-23 novembre 1974 : Ministre sans portefeuille avec la délégation des relations entre le gouvernement et le Parlement (Rumor IV et Rumor V)
- 23 novembre 1974-29 juillet 1976 : Ministre de la Marine marchande (Moro IV et Moro V)

Fonctions partisanes
- 1954-1958 : Secrétaire provincial DC de Palerme